# Convento di San Girolamo (Firenze)

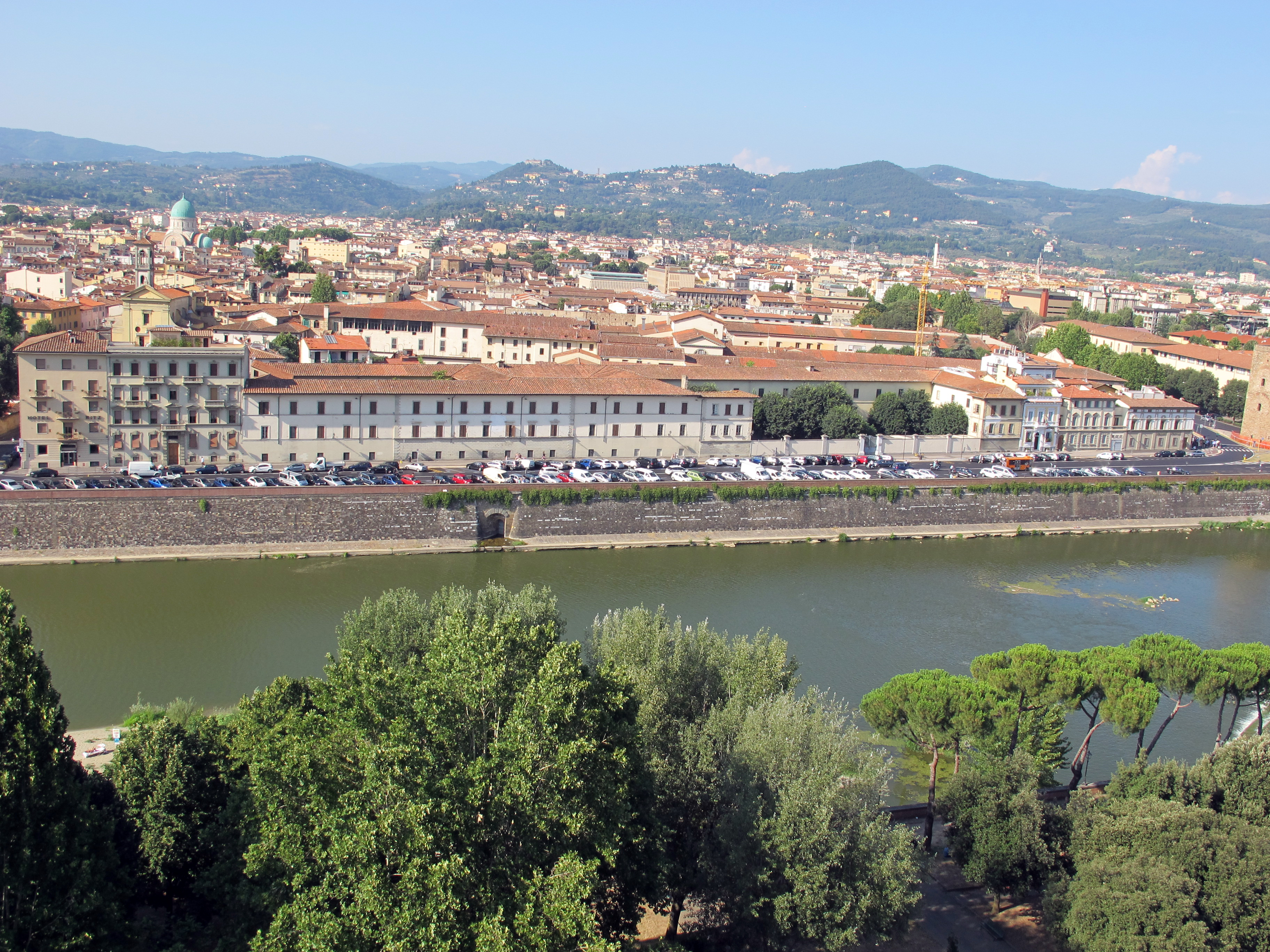
Veduta nel panorama cittadino

L'ex-convento di San Girolamo è un edificio di Firenze, situato in via Tripoli 9 e il lungarno della Zecca Vecchia 20, e oggi occupato dalla caserma Cesare De Laugier.

## Storia
L'antico convento di San Girolamo, noto col nome di San Girolamo delle Poverine Ingesuate o, più brevemente, ospizio delle Poverine, fu fondato su terreni acquistati dai frati di Santa Croce nel 1382 e poi ampliato nel 1392 dalle monache ingesuate originarie di Siena, la cui congregazione era stata fondata da Caterina Colombini, cugina del beato Giovanni Colombini che aveva dato vita all'ordine dei Gesuati.
La chiesa rinascimentale possedeva tavole del Perugino e di Alessandro Allori, fu rinnovata nel 1528 e ancora nel 1586 e nel 1721, quando fu arricchita di pitture e stucchi (ne fece un'ampia descrizione Federico Fantozzi).
La destinazione a collegio militare, "per assistere i figli dei militari" data al 1849 circa e comportò la totale perdita delle testimonianze antiche. Nel 1865 il collegio subì un notevole ampliamento e ristrutturazione ad opera dell'ingegnere Giovanni Castellazzi. Successivamente il complesso divenne sede dell'Accademia di sanità militare fino a che, nel 2007, fu dato in consegna alla Questura di Firenze che ha predisposto un progetto di recupero dell'intero immobile per destinarlo ad uffici e alloggi della Polizia di Stato.

## Descrizione
Come già indicava Augusto Garneri, almeno per quanto riguarda l'esterno, "oggi non ha nulla d'interessante", sia sul fronte di via Tripoli sia su quello del lungarno, dove si succedono blocchi di fabbrica con essenziali decorazioni di carattere ottocentesco, interrotte da un muro di cinta che perimetra uno dei tre cortili interni.
La situazione determinatasi a seguito dei lavori di Castellazzi è così descritta da Amelio Fara: "la pianta aveva la figura di un trapezio i cui lati lunghi differivano poco tra loro (misuravano mediamente 150 metri) e la cui profondità era di 34 metri. L'edificio constava di un piano terreno e due piani superiori: il piano terreno nella parte antica era coperto a volta e nella parte nuova con robusti palchi; da palchi era pure coperto il primo piano; e l'ultimo, che fino agli ultimi tempi era per una parte coperto solo dal tetto, si venne man mano ricoprendo di stuoiati. Vi erano tre cortili, due nella parte antica e uno nella nuova: il primo, verso ponente, aveva una conformazione trapezia, una lunghezza media di circa 34 metri e una larghezza di circa 16 metri; non aveva portici ma era circondato dal fabbricato da tutti il lati; procedendo verso levante si trovava il secondo cortile il quale era più piccolo degli altri ed era circondato tutto all'intorno da un porticato; era di conformazione rettangolare e i suoi lati, compreso il portico, misuravano 24 e 18 metri circa; il terzo cortile, di forma quadrilatera irregolare, era lungo circa 74 metri e largo oltre 23 verso est e circa 20 metri verso ovest; era cinto da muro su lato sud, dal fabbricato sui lati di ponente e levante, e dal portico sul rimanente lato. Sull'angolo nord ovest di questo cortile si trovava l'ingresso principale della caserma, e, a sinistra, sotto il porticato, nel suo centro, c'era la scala principale che conduceva ai piani superiori".
In angolo con piazza Piave, un fabbricato ha i caratteri propri di un'architettura sacra o comunque di un edificio a destinazione speciale. Probabilmente si trattava di una cappella all'estremità del convento di San Girolamo, caratterizzata da un alto portone con uno scudo tra cartocci con il campo vuoto. Qui, al principio del Novecento, ebbe lo studio il pittore Filadelfo Simi e dal 1923 al 1987 sua figlia, Nerina Simi.

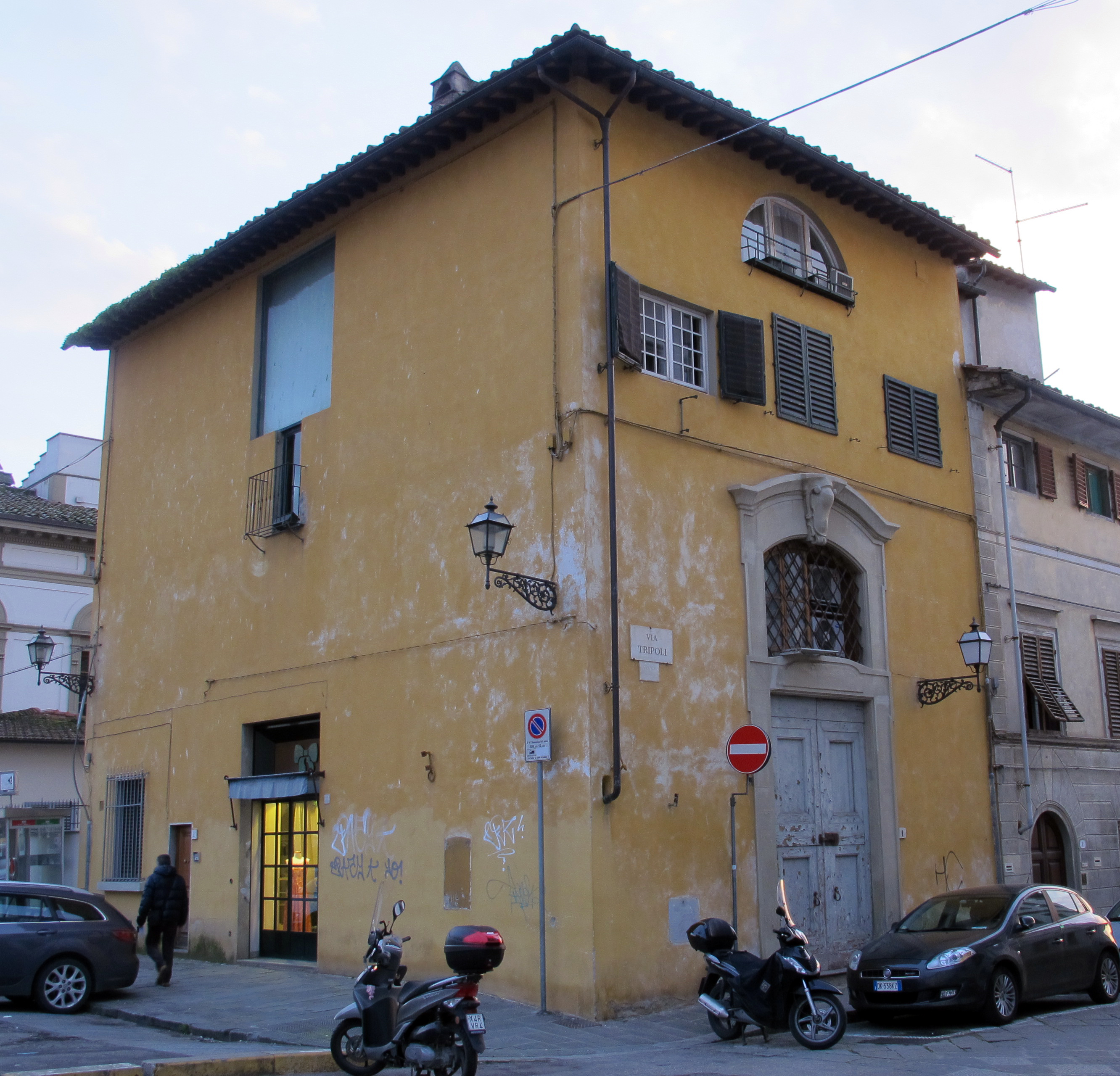
La cappella, poi Casa studio di Filadelfo Simi

## Bibliografia

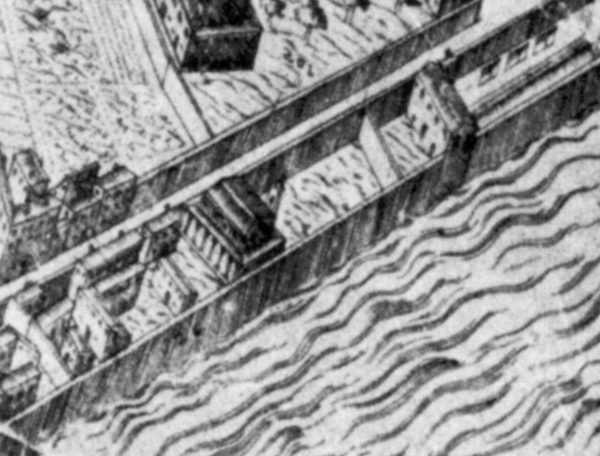
Il monastero nella pianta del Buonsignori